# Вінголл (Вермонт)
Вінголл (англ. Winhall) — місто (англ. town) в США, в окрузі Беннінґтон штату Вермонт. Населення — 1182 особи (2020).

## Демографія
Згідно з переписом 2010 року, у місті мешкало 769 осіб у 343 домогосподарствах у складі 215 родин. Було 1749 помешкань
Расовий склад населення:
| - 96,2 % — білих - 1,2 % — азіатів - 1,0 % — чорних або афроамериканців - 0,4 % — корінних американців |

До двох чи більше рас належало 1,2 %. Частка іспаномовних становила 0,5 % від усіх жителів.
За віковим діапазоном населення розподілялося таким чином: 19,4 % — особи молодші 18 років, 58,2 % — особи у віці 18—64 років, 22,4 % — особи у віці 65 років та старші. Медіана віку мешканця становила 49,8 року. На 100 осіб жіночої статі у місті припадало 103,4 чоловіків;  на 100 жінок у віці від 18 років та старших — 106,0 чоловіків також старших 18 років.
Середній дохід на одне домашнє господарство  становив 68 409 доларів США (медіана — 53 750), а середній дохід на одну сім'ю — 72 932 долари (медіана — 56 731). Медіана доходів становила 46 500 доларів для чоловіків та 45 167 доларів для жінок. За межею бідності перебувало 1,0 % осіб, у тому числі 0,0 % дітей у віці до 18 років та 1,7 % осіб у віці 65 років та старших.
Цивільне працевлаштоване населення становило 282 особи. Основні галузі зайнятості: мистецтво, розваги та відпочинок — 18,4 %, освіта, охорона здоров'я та соціальна допомога — 16,0 %, будівництво — 13,5 %, науковці, спеціалісти, менеджери — 12,8 %.